# Uriel Feige
Uriel Feige (hebräisch אוריאל פייגה, * 1959) ist ein israelischer Informatiker.
Feige studierte ab 1977 am Technion und ab 1985 am Weizmann-Institut Informatik. Daneben war er 1980 bis 1985 Computer-Ingenieur bei der israelischen Armee. 1987 erhielt er sein Diplom (Interactive Proofs) und wurde 1990 am Weizmann-Institut bei Adi Shamir promoviert (Alternative Models for Zero Knowledge Interactive Proofs). Als Post-Doc war er an der Princeton University und 1991/92 am IBM Thomas J. Watson Research Center. Ab 1992 war er am Weizmann-Institut, von 2003 an mit einer vollen Professur. Seit 2007 ist er dort Leiter der Abteilung Informatik und Angewandte Mathematik. 2004 bis 2007 war er in der Theoriegruppe von Microsoft Research und 1998/99 beim Compaq Systems Research Center in Palo Alto.
Neben Komplexitätstheorie beschäftigt er sich mit Kryptographie und Random Walks. Für seine Arbeit am PCP-Theorem und dessen Anwendung erhielt er mit anderen 2001 den Gödel-Preis. In der Kryptographie wandte er unter anderem Zero-Knowledge-Beweise an (Fiat-Shamir-Feige Identifizierungssystem 1988). 2002 war er Invited Speaker auf dem Internationalen Mathematikerkongress in Peking (Approximation tresholds for combinatorial optimization problems).